# 姚文炤
姚文炤（1495年—？），字在明，號虚谷，福建兴化府莆田县人，鹽籍。明朝官员。

## 生平
治《書經》，行八，由府學增廣生中式壬午科（1522年）福建鄉試第六名舉人，年二十九歲中式嘉靖二年（1523年）癸未科會試第二百二十五名，第二甲第五名進士。授刑部主事，升郎中。
嘉靖九年，知金华府。葺丽泽四贤书院，建章文懿、陆鹤山诸祠，寻以奏最行，老稚填道泣下，刻石纪恩。歴任至湖廣右布政、浙江左布政。三十二年京察以中途托疾罢。

## 家族
曾祖姚綿，教谕。祖姚渠，贈太仆寺寺丞。父姚永，太仆寺寺丞。母佘氏，封安人。具庆下，兄姚文燁（壬午举人、贡士、武陵教谕）、文熛、文焯、弟文燠、文熖、文烰。